# Blue Streak (misil)
The Blue Streak es un misil balístico británico de medio alcance cuyo desarrollo fue abandonado en 1960 y que ha sido reconvertido como la primera etapa del lanzador Europa

## Historia

### Creación de un misil balístico
Los planes británicos inicialmente solo consideraban los bombarderos como vectores de su arsenal nuclear. Sin embargo, en la década de 1950, quedó claro que en el futuro los misiles balísticos serían la principal fuerza de ataque. Había un deseo político en el público británico autorizado por un elemento disuasivo independiente para garantizar un estatus internacional respetable para el país. Se rechazó una mera toma de control de las armas nucleares estadounidenses y la tecnología de misiles porque habría agravado aún más la no deseada impresión de la excesiva dependencia de los Estados Unidos de la antigua potencia mundial de Gran Bretaña.
En abril de 1954, los estadounidenses y los británicos decidieron cooperar en el desarrollo de misiles balísticos. Según este acuerdo, los Estados Unidos desarrollaron un misil balístico intercontinental (ICBM) con un alcance de 9,300 km y los británicos fabrican un misil balístico de corto alcance ( 2.500 km ) de una etapa: el Blue Streak para equipar su arsenal nuclear. Esta propuesta fue aceptada en agosto de 1954 como parte del Acuerdo Wilson-Sandys, que involucró cooperación, intercambio de información y programas conjuntos. La decisión fue influenciada por el aumento esperado en la calidad del desarrollo del cohete británico debido a la mayor experiencia estadounidense en tecnología de cohetes.
La compañía de Havilland está a cargo del desarrollo y Rolls Royce construye motores de cohetes RZ2 que utilizan una licencia del fabricante estadounidense Rocketdyne sobre el motor S3D. Los proveedores incluyeron Sperry Gyroscope Company, que construyó el sistema de guía, mientras que la cabeza nuclear fue fabricada por el establecimiento de investigación de armas atómicas en Aldermaston. Para probar el cohete, se construyó el Centro de prueba de misiles balísticos de alcance intermedio en Escocia en la base de la RAF en Spadeadam. Debido a la falta de espacio en el Reino Unido, no había área de prueba disponible, se construyó un sitio de lanzamiento en Woomera, Australia.

### Cancelación del proyecto
El programa fue criticado cuando los costos aumentaron de £ 50 millones a principios de 1955 a £ 300 millones a fines de 1959. Comparado con el progreso de los programas de misiles estadounidenses o soviéticos, el programa de misiles británico fue lento.
La resistencia política en el Parlamento británico creció y, finalmente, el programa fue cancelado debido a la falta de efecto disuasorio, ya que el cohete habría sido demasiado vulnerable como segunda arma de ataque. Se planearon combustibles criogénicos para el misil, 60 toneladas de LOX y más de 20 toneladas de `queroseno). La recarga solo pudo almacenarse durante un corto tiempo en el cohete sin que se produjera hielo. El repostaje del cohete duraba 15 minutos, por lo que es inútil para un contraataque rápido. Para desplegar los cohetes se diseñaron silos subterráneos que soportarían una explosión de un megatón a una distancia de 800 m (0.5 millas). Estos silos mantendrían los misiles protegido antes de un primer ataque mientras fueron repostados. Sin embargo, la búsqueda de lugares adecuados para construir estos silos resultó ser extremadamente difícil, y la construcción comenzó solo en la base de la RAF en Spadeadam en Cumbria.
La decisión de cancelar fue promulgada el 13 de abril de 1960 por la Cámara de los Comunes y generó indignación social. Hasta entonces, ya cerca de 84 millones de libras habían desembocado en el proyecto. Incluso Australia no estaba contenta con la cancelación del programa, porque había invertido mucho en el sitio de prueba Woomera.
El gobierno británico puso sus esperanzas en el cohete angloamericano Skybolt hasta que Estados Unidos, cuando su propio programa ICBM maduró, redujo el programa. En cambio, los británicos adquirieron el sistema Polaris de los estadounidenses para su fuerza submarina nuclear recién creada .

### El programa civil
En 1960, la comunidad científica europea solicitó la creación de un programa espacial científico europeo dirigido por un organismo similar al CERN. Los británicos, que terminan de cancelar el desarrollo de misiles balísticos, a continuación, proponemos desarrollar un lanzador espacial basado en el misil y un segundo cohete permanecido en fase de proyecto - Black Knight - que estaba destinado a probar la regresó a la atmósfera de las cabezas nucleares Blue Streak. Para los británicos, el objetivo principal es amortizar el costo de Blue Streak (£ 56 millones). En enero de 1961, el general De Gaulle, solicitado, se opone al consejo de sus asesores para el desarrollo de un cohete europeo de tres etapas, usando como primer piso el Blue Streak.
A partir de 1962, seis países europeos decidieron crear la Organización Europea Lanzador de Desarrollo (ELDO, Francés ELDO Organización Europea de Desarrollo Launcher ) para desarrollar el lanzador Europa. Los desarrollos son compartidos por los países miembros: la segunda etapa es francesa, la tercera etapa es de Alemania, mientras que Italia, Bélgica y los Países Bajos comparten la realización de las estaciones de guía y telemetría. Así como también el desarrollo de un satélite.
La etapa Blue Streak se usará en 11 lanzamientos civiles sin fallar nunca. Pero los problemas de diseño de las otras etapas y la integración entre las etapas nunca permitieron que el cohete Europa colocara en órbita un satélite. El último cohete Europa fue lanzado desde el Centro Espacial de Guayana en noviembre de 1971. Siete Blues Blues construidos nunca fueron utilizados.